# Concili d'Aranda
El Concili d'Aranda va ser un concili provincial convocat per l'arquebisbe de Toledo Alonso Carrillo de Acuña al regne de Castella —sota el mandat d'Enric IV de Castella— i celebrat el 1473 en la localitat castellana d'Aranda de Duero (avui província de Burgos, Espanya). Es va celebrar a l'església de Sant Joan i es va organitzar per combatre la ignorància i la vida dissipada d'alguns clergues. Un dels cànons del Concili indica que no s'havia d'ordenar a persones que no parlessin llatí. També van publicar d'altres normes prohibint els matrimonis clandestins. També forçava als clergues a fer com a mínim quatre misses a l'any.
L'Institut Castellanoleonés de la Llengua va publicar el text original en llatí i una traducció al castellà, obra de Carlos Pérez González.
Les sessions preparatòries van tenir lloc al monestir de Sant Pere de la propera vila de Gumiel de Izán, que pertanyia al senyoriu del comtat de Castro. La sessió es va inaugurar amb un discurs barroc, a càrrec de l'arquebisbe Carrillo en el qual es mostra molt preocupat pel seu poble.

## Cultura popular
En 2006 i 2007, una representació teatral realitzada per actors aficionats, escrita per Miguel Gómez Andrea i dirigida per Miguel Nieto, va recordar a nivell popular la celebració d'aquest Concili. Ja en 2013, aquest text va donar pas a l'obra Aranda, 1473, escrita per Carlos Contreras Elvira i Félix Estaire, l'estrena de la qual no comercial va tenir lloc al Centre Cultural de l'Aranda del Duero el 25 d'octubre de 2013, amb gran èxit de públic i sota la direcció d'Ana i Andrés García, els qui la van seguir dirigint successivament en 2014 i 2015. En 2016, una nova versió del text signada pels mateixos autors i titulada Aranda, 1473. Paseable, va adaptar els seus quadres al plànol urbanístic del poble, possibilitant que l'obra abandonés el teatre i passés a realitzar-se als seus carrers, unint la recreació de la seva trama amb aquells llocs històrics on es desenvolupa.